# Onthophagus taiensis
Onthophagus taiensis är en skalbaggsart som beskrevs av Yves Cambefort 1984. Onthophagus taiensis ingår i släktet Onthophagus och familjen bladhorningar. Inga underarter finns listade i Catalogue of Life.